# Centre européen pour les prévisions météorologiques à moyen terme
 (avril 2025).
Si vous disposez d'ouvrages ou d'articles de référence ou si vous connaissez des sites web de qualité traitant du thème abordé ici, merci de compléter l'article en donnant les références utiles à sa vérifiabilité et en les liant à la section « Notes et références ».
Le Centre européen pour les prévisions météorologiques à moyen terme (CEPMMT ; en anglais European Centre for Medium-Range Weather Forecasts, ECMWF ; en allemand Europäisches Zentrum für mittelfristige Wettervorhersage, EZMW) est une organisation intergouvernementale soutenue par 22 pays européens et 12 autres pays associés ou en voie de devenir membres. Le Centre a été créé à la suite d'une convention signée en 1975.
Le campus original est situé en Grande-Bretagne, à Reading, à l'ouest de Londres, dans la vallée de la Tamise. En 2021, deux nouveaux sites sont ajoutés au site d'origine : l'un, situé à Bonn (Allemagne), où sera conduit le programme Copernicus de surveillance du climat ; l'autre, situé à Bologne (Italie), accueille le centre de traitement des données du CEPMMT

## États membres

Membres en 2015
Accord de coopération

Les pays membres comprennent, : Allemagne, Autriche, Belgique, Croatie, Danemark, Espagne, Estonie, Finlande, France, Grèce, Irlande, Islande, Italie, Luxembourg, Norvège, Pays-Bas, Portugal, Royaume-Uni, Serbie, Slovénie, Suède, Suisse et Turquie.
Douze autres états lui sont liés par des accords de coopération et certains sont en voie de devenir membres, : République de Macédoine, Bulgarie, Géorgie, Hongrie, Israël, Lettonie, Lituanie, Maroc, Monténégro, République tchèque, Roumanie et Slovaquie.

## Mandats
Les principaux objectifs du CEPMMT sont, :
- le développement de méthodes numériques pour la prévision météorologique à moyen terme ;
- l'élaboration régulière de prévisions à moyen terme sur l'Europe et la mise à disposition de ces prévisions aux services météorologiques des États-membres ;
- la recherche scientifique et technique dans le but d'améliorer ces prévisions ;
- la collecte et l'archivage de données météorologiques.

## Rayonnement
De plus, le centre :
- met à disposition des États-membres une partie de ses ressources informatiques pour leurs recherches ;
- contribue à la mise en place de programmes de l'Organisation météorologique mondiale ;
- dispense des formations en prévision numérique aux personnels scientifiques des États-membres ;
- met ses données archivées à la disposition de la communauté scientifique internationale.

Il est l'un des Centres météorologiques régionaux spécialisés de l'OMM (Organisation météorologique mondiale).

## Régime linguistique du CEPMMT
Les langues de travail sont l'anglais, le français et l'allemand. La maîtrise de l'une de ces langues et une bonne connaissance d'au moins une autre langue est requise des employés.

## Produits

### Imagerie satellitaire
Le CEPMMT est partenaire avec EUMETSAT, ESA, UE et la communauté scientifique européenne pour l’exploitation de données des satellites météorologiques dans la prévision numérique du temps opérationnelle et saisonnière avec des modèles couplés atmosphère-océan-terre. Le centre bénéficie de la quantité croissante de données et la mise au point de méthodes plus sophistiquées d’extraction d’informations de celles-ci pour améliorer la précision et l’utilité des prévisions numérique.

### Modèle de prévision
Les prévisions opérationnelles du CEPMMT sont établies à partir de son système de prévision intégré (IFS) — parfois appelé de manière informelle aux États-Unis le « modèle européen » —, qui est exécuté toutes les douze heures et prévu jusqu'à dix jours.
Il inclut à la fois un mode de prévision déterministe et un modèle de prévision d'ensembles. La prévision déterministe est un modèle unique ayant une résolution relativement élevée, mais également coûteux en temps informatique. L'ensemble est relativement de moindre résolution (environ la moitié de celui du déterministe), et donc en temps informatique, mais moins précis. Il est donc exécuté 51 fois en phases parallèles, à partir de conditions initiales légèrement différentes, afin de répartir les probabilités sur la plage des prévisions.

### Réanalyses
- Réanalyse du CEPMMT
- ERA-40
- ERA-interim